# Peter Sarnak

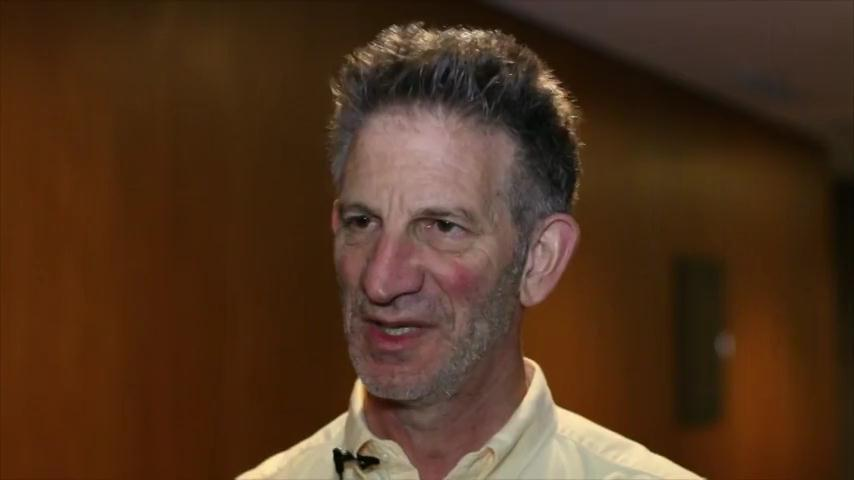

Peter Clive Sarnak (* 18. Dezember 1953 in Johannesburg, Südafrika) ist ein südafrikanischer und US-amerikanischer Mathematiker, der wesentliche Beiträge zur Zahlentheorie und zur Analysis geleistet hat.

## Leben
Sarnak hat bis 1974 an der Universität von Witwatersrand Mathematik studiert. Danach wechselte er an die Stanford University, wo er 1980 bei Paul Cohen mit einer Arbeit zum Thema Prime Geodesic Theorems promovierte. Von 1980 bis 1986 war er am Courant-Institut der New York University tätig, zunächst als Assistant Professor (bis 1983), dann als Associate Professor. Anschließend wirkte er bis 1991 als Professor für Mathematik an der Stanford University. Seit 1991 ist er Professor für Mathematik an der Princeton University. Von 2001 bis 2005 war er gleichzeitig Professor am Courant-Institut der New York University. Seit 2007 ist er eines der acht ständigen Mitglieder der angesehenen School of Mathematics des Institute for Advanced Study in Princeton.
Zu seinen Doktoranden zählen William Duke, Alex Eskin, Jay Jorgenson (City College of New York), Kannan Soundararajan, Akshay Venkatesh, Jonathan Pila und Jacob Tsimerman.

## Leistungen
Sarnak hat mehr als 100 wissenschaftliche Arbeiten veröffentlicht, in denen er tiefliegende Resultate zur Zahlentheorie bewies. Im Zentrum stehen dabei besonders die Beziehungen der Verteilung der Nullstellen der Riemannsche Zeta-Funktion zur sogenannten Random Matrix Theory (Zufallsmatrizen zu bestimmten klassischen Symmetriegruppen). Mit Nicholas Katz erweiterte er diese Zusammenhänge auf weitere Zetafunktionen der Zahlentheorie und fand Analoga für die vermuteten Zusammenhänge im einfacheren Fall von Funktionenkörpern. Ihr zusammen verfasstes Buch Random Matrices, Frobenius Eigenvalues, and Monodromy hat die aktuellen Entwicklungen der analytischen Zahlentheorie wesentlich beeinflusst (Katz-Sarnak-Philosophie). Sarnak fand auch neue verbesserte Abschätzungen in Zusammenhang mit der Eigenwertvermutung von Atle Selberg.
Von ihm und Zeev Rudnick stammt die Quantum Unique Ergodicity Conjecture (QUE, 1991), teilweise gelöst von Elon Lindenstrauss, Kannan Soundararajan und Roman Holowinsky. Eine Vermutung von Sarnak betrifft das zufällige Verhalten der Möbiusfunktion.
1988 führte er mit Alexander Lubotzky und Ralph Phillips Ramanujan-Graphen ein.

## Ehrungen
1998 wurde Sarnak mit dem George-Pólya-Preis der Society for Industrial and Applied Mathematics (SIAM) geehrt, 2001 erhielt er den Ostrowski-Preis und 2003 den Levi-L.-Conant-Preis der American Mathematical Society. Für seine Arbeiten zur Zahlentheorie wurde er 2005 mit dem bedeutenden Frank Nelson Cole Prize der American Mathematical Society ausgezeichnet. 1990 war er Invited Speaker auf dem ICM in Kyoto (Diophantine problems and linear groups) und 1998 hielt er einen Plenarvortrag auf dem Internationalen Mathematikerkongress in Berlin (L-functions).
Von 1983 bis 1985 war Sarnak Sloan Research Fellow. Seit 1991 ist er Mitglied der American Academy of Arts and Sciences, seit 2002 auch Mitglied der National Academy of Sciences. 2002 wurde er in die britische Royal Society aufgenommen. Für 2012 wurde Sarnak der Lester Randolph Ford Award zugesprochen, für 2014 der Wolf-Preis in Mathematik, für 2019 die Sylvester-Medaille der Royal Society. Seit 2013 ist er auswärtiges Mitglied der Academia Europaea. Er ist Mitglied der American Philosophical Society und Fellow der American Mathematical Society. 2021 wurde er Ehrenmitglied der London Mathematical Society. 2024 wurde er mit dem Shaw Prize ausgezeichnet.

## Schriften
- mit Giuliana Davidoff, Alain Valette: Elementary number theory, group theory and Ramanujan Graphs, Cambridge University Press 2003
- Some Applications of modular forms, Cambridge University Press 1990
- Random Matrices, Frobenius eigenvalues and Monodromy, American Mathematical Society 1999
- mit J. Quine (Herausgeber): Extremal Riemann Surfaces, American Mathematical Society 1997
- mit Freydoon Shahidi (Herausgeber): Automorphic forms and applications, American Mathematical Society 2007
- Nicholas M. Katz, Sarnak „Zeros of zeta functions and symmetries“, Bulletin AMS, Bd.36, 1999, Heft 1, S.1, PDF-Datei, die Arbeit gewann den Conant Preis